# Return of the Rat

Return of the Rat est une chanson de groupe punk Wipers, et est le premier morceau de leur premier album Is This Real? de 1980.
La chanson a connu un regain d'intérêt après que le groupe grunge Nirvana a repris la chanson en 1992 pour un hommage au Wipers intitulé Eight Songs for Greg Sage and The Wipers. Un mixage différent du même enregistrement est disponible sur le coffret de 2004 With the Lights Out. Pour l'hommage, Nirvana avait initialement enregistré une reprise d'une autre chanson des Wipers "D-7" (qui apparait aussi sur With the Lights Out). Cependant, pour enregistrer la chanson, le groupe a profité du temps de studio de leur label Geffen Records. Le label n'ayant pas autorisé la sortie de la chanson, Nirvana a acheté son propre temps de studio et enregistré "Return of the Rat". "D-7" est finalement sortie sur l'EP Hormoaning en 1992.